# Jasper County, Texas
Jasper County är ett administrativt område i delstaten Texas, USA, med 35 710 invånare (2010). Den administrativa huvudorten (county seat) är Jasper.

## Geografi
Enligt United States Census Bureau har countyt en total area på 2 511 km². 2 428 km² av den arean är land och 83 km² är vatten.

### Angränsande countyn
- San Augustine County - norr
- Sabine County - nordost
- Newton County - öst
- Orange County - söder
- Hardin County - sydväst
- Tyler County - väst
- Angelina County - nordväst

### Orter
- Jasper (huvudort)
- Kirbyville